# Louie Marti
Louie Tan Marti, född 10 augusti 1978 i Spånga församling, Stockholms län,
 är en svensk skådespelare och affärsman. Han spelar bland annat rollen som Vito Espresso i TV-serien Ture Sventon och jakten på Ungdomens källa. Han har också spelat rollen som Max Binovcze i Beck-filmen Den förlorade sonen från 2021.
Marti har tidigare varit förlovad med sångerskan och glamourmodellen Magdalena Graaf från 2021 till 2022. Han har en son (född 1999), detta från en tidigare relation.

## Filmografi (i urval)

### Film
- 2021 – Beck – Den förlorade sonen
- 2021 – Suedi

### TV
- 2017 – Syrror (TV-serie)
- 2017–2019 – Gåsmamman (TV-serie)
- 2019 – Enkelstöten (TV-serie)
- 2021 – Tunna blå linjen (TV-serie)
- 2023 – Ture Sventon och jakten på Ungdomens källa (TV-serie)
- 2025 – Hur snatchar man 50 000 av en rom? (TV-serie)